# Ronde van Aragon 2018
De Ronde van Aragon 2018 was de 43e editie van deze wielerwedstrijd die als meerdaagse koers werd verreden in de Autonome Regio Aragón in Spanje. De start was in Teruel de finish in Cerler. Deze wedstrijd maakte deel uit van de UCI Europe Tour 2018. Van 2006 tot 2017 is de ronde van Aragon niet verreden. In 2005 won de Spanjaard Rubén Plaza. Dit jaar was Jaime Rosón de winnaar, maar hij werd later door de UCI voor 4 jaar geschorst vanwege afwijkingen in zijn biologische paspoort. deze afwijkingen dateren uit januari 2017.

## Etappe-overzicht
| etappe | datum  | start      | finish   | afstand | winnaar          | klassementsleider |
| ------ | ------ | ---------- | -------- | ------- | ---------------- | ----------------- |
| 1e     | 11 mei | Teruel     | Caspe    | 180 km  | Jon Aberasturi   | Jon Aberasturi    |
| 2e     | 12 mei | Huesca     | Zaragoza | 194 km  | Matteo Malucelli | Jon Aberasturi    |
| 3e     | 13 mei | Sabiñánigo | Cerler   | 126 km  | Mikel Bizkarra   | Jaime Rosón       |

## Eindklassementen
| Plaats    | Naam                 | Ploeg                         | Tijd      |
| --------- | -------------------- | ----------------------------- | --------- |
| Gele trui | Jaime Rosón          | Movistar Team                 |           |
| 2         | Javier Moreno        | Delko Marseille Provence      | 11u51'03" |
| 3         | Mikel Bizkarra       | Euskadi Basque Country-Murias | + 2"      |
| 4         | Rein Taaramäe        | Direct Énergie                | + 4"      |
| 5         | Garikoitz Bravo      | Euskadi Basque Country-Murias | + 8"      |
| 6         | Marc Soler           | Movistar Team                 | + 14"     |
| 7         | Frederico Figueiredo | Sporting-Tavira               | + 35"     |
| 8         | Ángel Madrazo        | Delko Marseille Provence      | + 36"     |
| 9         | Hernán Aguirre       | Manzana Postobón Team         | z.t.      |
| 10        | Sergio Pardilla      | Caja Rural-Seguros RGA        | z.t.      |
|           |                      |                               |           |
| 36        | Kevin Inkelaar       | Polartec Kometa               | + 3'17"   |

| Plaats      | Naam              | Ploeg                         | Punten |
| ----------- | ----------------- | ----------------------------- | ------ |
| Groene trui | Jon Aberasturi    | Euskadi Basque Country-Murias | 41     |
| 2           | Garikoitz Bravo   | Euskadi Basque Country-Murias | 36     |
| 3           | Carlos Barbero    | Movistar Team                 | 29     |
|             |                   |                               |        |
| 10          | Dennis van Winden | Israel Cycling Academy        | 14     |

| Plaats      | Naam              | Ploeg                         | Punten |
| ----------- | ----------------- | ----------------------------- | ------ |
| Blauwe trui | Mikel Bizkarra    | Euskadi Basque Country-Murias | 10     |
| 2           | Garikoitz Bravo   | Euskadi Basque Country-Murias | 9      |
| 3           | Jaime Rosón       | Movistar Team                 | 6      |
|             |                   |                               |        |
| 13          | Steven Lammertink | Vital Concept Cycling Club    | 2      |